# 조선 수군
조선 수군(朝鮮水軍)은 조선군의 수군이다. 오늘날 해군과 달리 바다와 강, 호수 등의 모든 수상을 관할하였고 해상에서 공격해 오는 적을 방어하기 위한 육지의 병력들도 수군에 속했다. 수영(水營)이 정비되기 전에는 배를 타고 해상 전투를 치르는 군사를 기선군(騎船軍), 해안방어를 담당한 군사를 육수군(陸守軍)으로 나누어 불렀으나 《경국대전》의 완성과 함께 수군의 편제도 정비되어 모두 수영이 통괄하는 수군이 되었다.
조선 수군은 조선 시대 동안 크고 작은 변화가 있었으나 계속하여 유지되다가 1893년(고종 30년) 해연총제영으로 1차 개편되었고 이듬해인 1894년 기존의 관제를 혁파하여 아문(衙門) 체제를 만들면서 군무아문 소속에 해군을 두어 재편하면서 전통적인 수군은 해체되었다.

## 역사

### 전기
고려 시기에도 수군이 있었으나 별도의 편제 없이 모든 병력을 아울러 지휘하는 병마사의 아래에 두었다. 그러나 고려 말이 되어 왜구의 침입이 잦아지면서 해안 방어와 해전의 중요성이 부각되었고 각 도 마다 주요 거점에 수군진을 설치하였다. 조선 태조 시기에 이르기까지 조선의 군사 제도는 고려의 것을 그대로 물려받아 운영되었으며 해상에서 병선을 운용하는 기선군와 해안 방어를 담당하는 육수군을 병마절도사의 지휘 아래 두고 수군진을 운용하였다. 고려는 수군의 주요 거점에 진을 설치하고 원나라의 군사 편제를 따라 수군만호부를 두어 지휘하게 하였다. 조선은 군사 편제를 병마절도사 체제로 개편하였으나 수군만호는 그대로 두어 수군을 운영하였다.
세종 1년(1419년) 비용이 많이 들고 병역 유지가 힘들다는 이유로 전함을 없애 기선군을 폐지하고 해안을 방어하는 육수군만을 두고자 하였으나 왜구의 침입이 끊이지 않는 시점에서 전함 유지가 필요하다고 결론지었다. 조선 초기 수군의 전략적 목표는 고려 말부터 있었던 왜구의 침입에 대한 해안 방어이었다. 전함 폐지 논의가 있던 날 왜구의 침입을 선제적으로 타격하기 위해 이종무를 삼군도체찰사(三軍都體察使)로 임명하고 경상도, 전라도, 충청도 3군의 병선 2백여 척과 병사를 준비하도록 하였다. 기해동정(己亥東征)으로 불리는 이 대마도 정벌은 그 해 6월 19일 출정하였고 쓰시마섬의 도주 소 사다모리는 대규모 군대에 맞서 싸울 수 없다고 판단하고 항복하여 조선에 입조하겠다는 의사를 보였고 조선이 이를 수락하여 10월 18일 사신을 맞아 화친을 맺었다.
세종 2년(1420년) 수군도안무처치사를 두어 수군을 총괄하도록 하였고 이로서 조선 수군은 독자적인 지휘체계를 마련하게 되었다. 이후 왜구의 침입이 줄어들면서 수군의 규모도 감축하여 성종 때에 이르면 육군 약 7만여 명, 수군 약 5만여 명의 군사를 보유하였다.

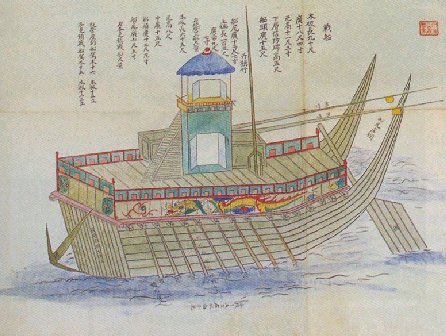
조선의 전선

《경국대전》의 완성과 함께 수군의 편제 또한 완성되었는데 각도에 수군을 지휘하는 수군절도사를 두었고 중요 거점에는 만호가 통솔하게 하였다. 《경국대전》에 따른 수군의 정원은 총 48,800명 이었고 1년에 6개월을 복무하는 2번 1삭상체도 법제로 규정되었다. 타군에 비해 가혹한 군역 때문에 수군은 늘 기피 대상이었고 결국 수군역은 세습되는 지경에 이르렀다. 이는 왜구의 발호가 안정되자 수군이 점차 쇠약해지는 원인으로 작용하였다.
당시 육군이던 정병(正兵)은 8번 2삭상체(八番二朔相遞)로 운영되어 8개의 번이 2교대로  복무하여 1년에 약 3개월을 복무하면 되었다. 그에 비해 수군은 2번 1삭상체(二番一朔相遞)로 운영되어 2개 번이 교대로 복무하여 1년 중 복무 기간이 6개월이었기 때문에 무척 고된 군역이었다. 게다가 진의 운영을 위한 둔전의 경작과 병선의 수리, 각종 해산물의 채취와 같은 잡역도 해야 하였다. 이때문에 수군이 되는 것을 기피하여 병역의 의무가 있는 양인 중에도 세력이 없는 사람들이 주로 수군이 되었다.
16세기에 이르러 군포를 내고 군역을 대신하는 방군수포(放軍收布)가 시작되었다. 방군수포를 시작한 명분은 피치 못할 사정이 있는 사람을 도와 생계를 잇게 하는 것이었으나 점차 방만하게 운영되어 결국 여러 폐단을 낳았다. 실제 병역은 군포를 납부할 수 없는 가난한 계층에게 몰렸고 지방관은 군포 징수를 사리사욕을 채우는 방편으로 삼았기 때문이다. 군포 비리는 결국 삼정의 문란으로 이어져 국력 약화의 원인이 되었다.
《경국대전》에 따른 군제 정비와 함께 수군 역시 진관 체제에 의해 정비되었다. 진관 체제는 절도사를 관할 지역 수장으로 하고 그 밑으로 첨절제사와 만호를 예하에 두었는데 절도사가 주둔한 곳을 주진(主鎭), 예하의 첨절제사(흔히 줄여 첨사로 불렀다)가 통솔하는 거진(巨鎭) 그리고 만호가 통솔하는 제진(諸鎭)으로 나뉘었다. 예를 들어 충청 수영의 주진은 보령의 보령 충청수영성이었고 거진은 남포에 있었으나 이후 세조 3년(1457년) 수군의 축소와 함께 거진이 혁파되었다.
흔히 수사(水使)로 불렀던 수군절도사는 정3품의 관직으로 각 도마다 한두 명을 두었다. 충청도나 경기도, 황해도와 같이 해안선이 짧은 도는 1명이 관할 하였고 경상도와 전라도 같이 해안선이 긴 도는 좌도와 우도를 나누어 두 명의 수군절도사가 있었다. 수군절도사는 각도의 방위 책임자인 감사의 지휘 아래에 있었다.
수군절도사의 지휘 아래에 있는 수군첨절제사는 종3품의 관직으로 거진에 주둔하면서 실제 병선과 병사를 관리하였다. 주된 임무는 왜구의 방어와 세곡을 운반하는 조운선의 호위였다. 각 지방마다 사정이 달라 적게는 9척에서 많게는 20여 척의 병선을 관리하였다.
만호는 원래 통솔하는 가구 수에서 유래한 이름이다. 천 가구를 통솔한다면 천호, 만 가구면 만호와 같이 불리던 것으로 몽골의 제도에서 유래하였다. 고려 시기엔 만호부가 기초 군사 편제로 자리잡고 있었다. 그러나 만호부가 해체되고 진관제가 수립된 조선에서 천호, 만호는 품계의 의미로 사용되었다. 태종 시기 만호는 3품, 부만호는 4품, 천호는 5품, 부천호는 6품의 무관에게 주어졌다. 이후 몇 차례의 변화를 거쳐 만호는 종4품의 무관으로 고정되었다.

### 중기
임진왜란이 일어나자 경상도, 전라도, 충청도에 각각 있는 수군절도사가 저마다 역량이 다르고 또한 일괄적인 지휘체계가 확립되어 있지 않아 작전에 혼선을 빚는 일이 발생하였다. 선조 26년(1593년) 조정은 삼도수군통제사를 설치하여 삼남지방의 수군 전체를 지휘할 수 있도록 하면서 선배가 상위직을 재수받고 후배가 배속되는 그 동안의 관례에서 벗어나 선배인 원균 대신 지휘관으로서 능력을 보인 이순신을 통제사로 삼았다. 이순신이 징계를 받아 잠시 파직된 사이 통제사가 된 원균은 일본과 해전에서 대패하며 전사하였고 이순신이 다시 통제사가 되어 얼마 남아있지 않은 수군 전력으로 일본과 맞서 싸워 대승을 거두었다.
이순신은 무기체계의 우위와 전술적 우위를 활용하여 다수의 일본 병선을 상대로 수적 열세를 극복할 수 있었다. 당시 일본은 함선에서도 조총만을 사용한 반면 이순신은 함포를 장비하여 화망을 형성한 포격전으로 적선을 침몰시킬 수 있었다. 거북선은 작은 선체로 빠른 기동이 가능하여 적진에 깊숙히 침투한 후 가까운 거리에서 포격을 실시할 수 있도록 고안된 병선이었다. 갑판 위로 방어벽을 놓아 적이 침투하여 근접전을 벌이는 것을 방지할 수 있었다. 당시 사용된 당파라는 용어는 함선의 충돌을 의미하는 것이 아니라 근접 거리 포격을 의미하였다. 한편 이순신은 "신에게 아직 열두 척의 배가 남아있다"는 장계를 올린 것으로 유명한데 일부에서는 이를 칠천량 해전 패전 이후 선조가 수군을 없애려 한 것에 대한 반발이라고 소개하고 있지만, 조선이 수군을 폐지하려고 했다는 것은 근거가 없다. 이순신은 수적 열세에도 불구하고 반드시 승리하겠다는 의미에서 이 장계를 올렸을 뿐이다.

### 후기
임진왜란이 끝난 후 조선은 일본의 재침입에 대응하기 위해 군제를 개편하였다. 명나라 척계광의 《기효신서》를 받아들여 병법을 개선하였고 중앙에 훈련도감을 지방에 속오군을 설치하여 군사력 증강을 위해 노력하였다. 수군에 대해서는 소모별장을 통해 둔전을 육성하고 병력을 모은 소모별장진을 육성하였다.:44 이는 육군의 속오군과 달리 수군은 소수라도 숙달된 병력이 더 효율적이라고 판단한 때문이다. 제7대 삼도수군통제사에 임명된 이운룡은 군관 권인용을 소모별장으로 임명하고 웅천현 풍덕포에 소모별장진을 마련했는데 이때 세워진 수군진이 오늘날 진해시의 모태이다. 진해 지역은 이후로도 수군의 주요 거점이었으며 오늘날 진해 해군기지까지 이어지고 있다. 17세기 중엽까지 조선은 전라도에 세 곳, 경상우도에 일곱 곳의 소모별장진을 조성하였다.:44
임진왜란의 경험을 바탕으로 각 진의 위치와 병력을 제편하였다. 이항복은 일본과 가까운 경상도 지역의 수군을 강화할 것을 주장하여 선조와 다른 관료를 설득시켰다. 임진왜란 당시 임시로 세운 삼도수군통제사는 독자적이고 즉각적인 수군의 대응을 위해 상설화 되었다. 통제영이 위치는 기존의 한산에서 두룡포로 옮겼다. 통영시 세병관에 지금까지 남아 있는 통영 두룡포 기사비에 당시의 사정이 기록되어 있다.
조선은 하삼도에 대해서는 수군의 육성과 방비에 노력하였으나 임진왜란 후로도 경기도와 황해도에 대해서는 해적의 단속 정도만을 위해 수군을 보유하고 있었다. 그러나 17세기 국제 정세가 변화하여 후금의 위협이 현실화되자 만약의 경우를 대비하여 전통적인 몽진처인 강화도의 방어 태세를 갖출 필요가 있었다. 이를 위해 조선은 황해도와 경기도의 수군을 통괄하는 통어영을 세웠다. 이로서 조선의 수군은 남부지방의 방어를 위한 통제영과 중부 지방 방어를 위한 통어영의 양영 체제가 되었다. 한편 평안도는 조선 설립 초기부터 접경지역의 방어를 위해 독자적인 군사 지휘 체계를 갖추고 있었고 함경도 지역은 별도의 수군을 두지 않았다.
통어영의 설치와 경기 지역 수군의 강화는 광해군 시기 시작되어 반정 이후 인조 때에도 계속하여 진행되었다. 경기 수영은 원래 남양에 있었지만 강화도로 옮겨 통어영을 겸하였고 다시 교동도로 이전하여 조선 말까지 유지되었다. 인조는 강화도의 방어를 위해 경기 수영의 수군통제사를 통어사로 부르도록 하고 경기 수군의 지휘와 황해도, 충청도 수군의 지휘를 일괄하도록 하였다. 한편 충청 수영은 통제영과 통어영에 모두 속하여 유사시 관할권이 문제가 되었다. 통어사 나덕헌이 이 문제를 인조에게 문의하자 일본이 침입해 오면 통제사가 충청 수영을 지휘하고 후금이 침입하면 통어사가 관할하게 하면 될 것이라고 답하였다.
병자호란이 일어나자 미리 대비하고 있던 통어영은 상당한 전과를 올리며 선전하였으나 강화도 방어전에서 패배하여 소현세자를 비롯한 왕족이 포로가 되었다. 병자호란 이후 효종은 강화도의 병장기가 해안선에서 먼 내륙에 있어 대응이 늦었다고 판단하고 강화도 해안선을 따라 진을 구축하도록 하였다. 효종은 강화도의 방어 강화를 계속하여 추진하여 경기 수영의 여러 진을 강화도 인근으로 이동시켰다.:56-57

### 재정의 확보와 군역 개선
조선 후기 수군의 재정은 자체적인 둔전과 어염의 조달로 이루어졌다. 이 방식은 초대 통제사였던 이순신 시기부터 시행되었다. 둔전의 경작과 어로는 비번인 수군이 행하였는데 이를 위해 어방(漁坊)이라는 협동기구를 만들었다. 통제영은 자체적인 공방을 운영하여 군수물자를 보급하였는데 조선 후기로 가면서 이들 공방에서 여러 목공예품을 만들어 재정을 보충하였다.
한편 조선 전기의 2번 1삭상체는 과도한 군역으로 수군을 기피하는 원인으로 지목되었다. 이 때문에 명종 연간에는 4번으로 완화하였고 임진왜란 이후 선조 시기 다시 6번으로 완화하였다.:75  그러나 완화된 조건도 여전히 다른 군역에 비해 고된 것이었다.

### 황당선의 출몰
황당선은 원래 국적을 밝히기 힘든 배를 통칭하는 말이었으나 17세기에서 18세기 초기 사이의 경우 대부분 중국과 밀무역을 하는 배를 가리켰다. 이들은 작고 빠른 배를 사용하여 은밀히 밀무역을 하고 수군을 피해 달아났다. 조선 수군은 이에 대비하여 강도사목을 마련하고 강화도를 중심으로 황해도와 경기도의 수군을 개편하여 황당선에 대응하였다. 이 과정에서 큰 규모의 전선은 수가 줄고 빠르게 추적할 수 있는 소형 선박의 수가 늘었다.:120-121

### 수군진 철폐와 병력 감축
17세기 후반에서 18세기 조선은 계속하여 수군진을 줄여나갔다. 조선은 지속적인 문제 가운데 하나였던 군역의 폐단을 줄이기 위해 균역법을 시행하였다. 균역법은 특정 계층만 과도한 군역을 지는 폐단을 일부 완화하였으나 동시에 실제 필요한 역가 역시 줄어들게 되었고 기존에 유지하였던 진관 체계의 축소가 불가피하였다. 일본의 위협이 줄어들고 국제 정세가 안정되자 조선은 경상도에 집중되어 있던 수군진부터 점차 줄여나가기 시작하였다.:223-230 그 결과 순조 시기 조선 수군의 규모는 전선 104척, 귀선 14척, 방패선 73척의 규모로 급감하였다.:236 이 과정에서 상당수의 전선은 조운선으로 용도가 변경되었고 정조 시기에 이르면 전선을 모두 조운선으로 변경하자는 논의가 벌어지게 된다. 정조는 평소에는 조운선으로 사용하다 유사시 전선으로 전환할 수 있는 조전선의 건조를 추진하였으나 정조의 사망으로 실행되지는 않았다.
정조 시기는 전지구적인 소빙기였고 이로인해 기근이 잦았다. 이때문에 조선은 인구 감소와 재정 위기를 맞았고 기존의 군사 제도 역시 유지하기 어려웠다. 정조는 수군의 대규모 군사 훈련인 수조를 줄이고 방비태세를 점검하는 취점을 늘리는 방향으로 군사 정책을 바꾸었다. 그 이후로도 군사 훈련을 계속 감소하여 철종 이후 수군의 수조는 한 번도 시행되지 않았다.:299

### 해체
이양선이 출몰하기 시작한 18세기 후반 당시 조선 수군의 함선은 서양의 선박에 비해 여러모로 약체였다. 주포인 천자총통의 사거리는 900 보로 미터법으로 환산하면 1.4 Km에 달하지만, 실제 유효 사거리는 3백 미터 미만이었다. 이에 반해 신미양요에 동원된 미국의 전함 USS 콜로라도는 증기기관 스크류를 장착한 프리깃이었고 당시 프리깃 함의 주포인 12 파운드 장포의 유효 사거리는 1,072 야드로 미터법으로 환산하면 약 980 미터에 달했다. 이 때문에 조선은 이양선에 대한 대비로 해안 방어 진지를 구축하고 홍이포를 설치하였지만 당시 동아시아에서 가장 강력한 화포였던 홍이포 마저 유효 사거리는 700 미터에 불과하여 실제 전투에서 조선은 엄청난 양의 탄환을 발사하였지만 미군의 전함에 닿지 못하였다. 철종 이후 종합 군사 훈련인 수조조차 시행하고 있지 못하였던 조선 수군은 이러한 이양선 출몰에 무력하였다. 
1894년 갑오개혁 과정에서 조선은 군제를 개편하여 군무아문을 수립하였고 기존의 수군을 대체할 해군국을 설립하였다. 대한제국을 선포한 뒤 근대화를 추진하면서 최초의 근대식 전함인 양무호를 운영하였으나 워낙에 낡은 화물선을 개조한 것이어서 큰 성과를 볼 수 없었고 근대 해군을 양성하기 위해 1893년 설립된 통제영학당은 청일전쟁 이후 일본의 압력 속에 폐쇄되었다.
조선 수군의 후신인 대한제국 해군은 1907년 대한제국군 해산의 과정에서 해체되었다. 현재의 대한민국 해군은 해방이후 손원일 등이 주축이 된 조선해안경비대를 모태로 창군하였다.

## 무기 체계

### 선박
조선 전기 수군의 주력함은 맹선이었다. 맹선은 크기에 따라 대, 중, 소로 나뉘었고 탑승인원은 대맹선이 80 명, 중맹선 60명, 소맹선 30명이었다. 《경국대전》은 각 도 수군이 보유하여야 할 맹선의 수를 규정하고 있다. 병력을 함께 싣지 않은 무군 맹선은 보급 수송선으로 사용하였다. 《경국대전》이 규정한 각도 수군의 맹선 규모는 아래의 표와 같다.
| 선종 도별 | 대맹선 | 중맹선 | 소맹선 | 무군 대맹선 | 무군 중맹선 | 무군 소맹선 | 계  |
| 경기      | 16     | 20     | 14     | -           | -           | 7           | 57  |
| 충청      | 11     | 34     | 24     | -           | -           | 40          | 109 |
| 경상      | 20     | 66     | 105    | -           | -           | 75          | 266 |
| 전라      | 22     | 43     | 33     | -           | -           | 86          | 184 |
| 강원      | -      | -      | 14     | -           | -           | 2           | 16  |
| 황해      | 7      | 12     | 10     | -           | -           | 10          | 39  |
| 영안      | -      | 2      | 12     | -           | -           | 9           | 23  |
| 평안      | 4      | 15     | 4      | 1           | 3           | 16          | 43  |

조선 후기 수군이 운용하는 선박은 전선(戰船), 귀선(龜船), 방패선(防牌船) 등이 있었다. 임진왜란 이후로는 명나라에서 도입된 복선(福船), 사선(沙船) 등도 쓰였다.:60 선박의 관리는 선장(船將)이 총괄하였다. 임진왜란 당시 통제사가 탑승한 기함을 포함하여 모든 배에 선장이 1명씩 배치 된 것으로 보아 조선 초기부터 유지된 제도로 보인다. 《만기어람》에는 통제영에 12인, 통어영에 7인의 선장이 있었다고 기록하고 있다.
판옥선이라고도 불린 전선은 조선 수군의 주력 전함이었다. 조선 전기에 쓰이던 맹선은 명종 때 이미 선체가 약하고 갑판이 하나 뿐이어서 화력전에 부적합하다는 평가를 받았고 조운선으로 역할을 바꾸고 있었다. 임진왜란 당시에는 소맹선만이 병선의 역할을 하였으나 실전을 거치면서 더 이상 쓰이지 않게 되었고 전선의 중요성이 부각되었다. 판옥전선은 두개의 갑판을 두어 아래 갑판엔 노꾼을 두고 윗 갑판에 화포를 설치하여 기동성과 화력을 모두 살릴 수 있는 구조로 되어 있었다. 전선은 통제사가 탑승하는 기함인 통영상선(統營上船)과 각도 수군절제사 등이 탑승하는 부선(副船), 수군첨절제사와 만호가 탑승하는 초관선(哨官船)으로 선급이 나뉘어 있었는데 시대가 지남에 따라 모두 대형화되었다. 숙종 시기 각 급 전선의 탑승인원은 각각 194명, 178명, 164명이었다. 18세기 이후 오랫동안 전쟁이 없는 상황이 되자 전선의 운용에 대한 여러 비판과 조운선으로의 전용 등이 주장되었고 실재 운용 수가 줄어들었다.

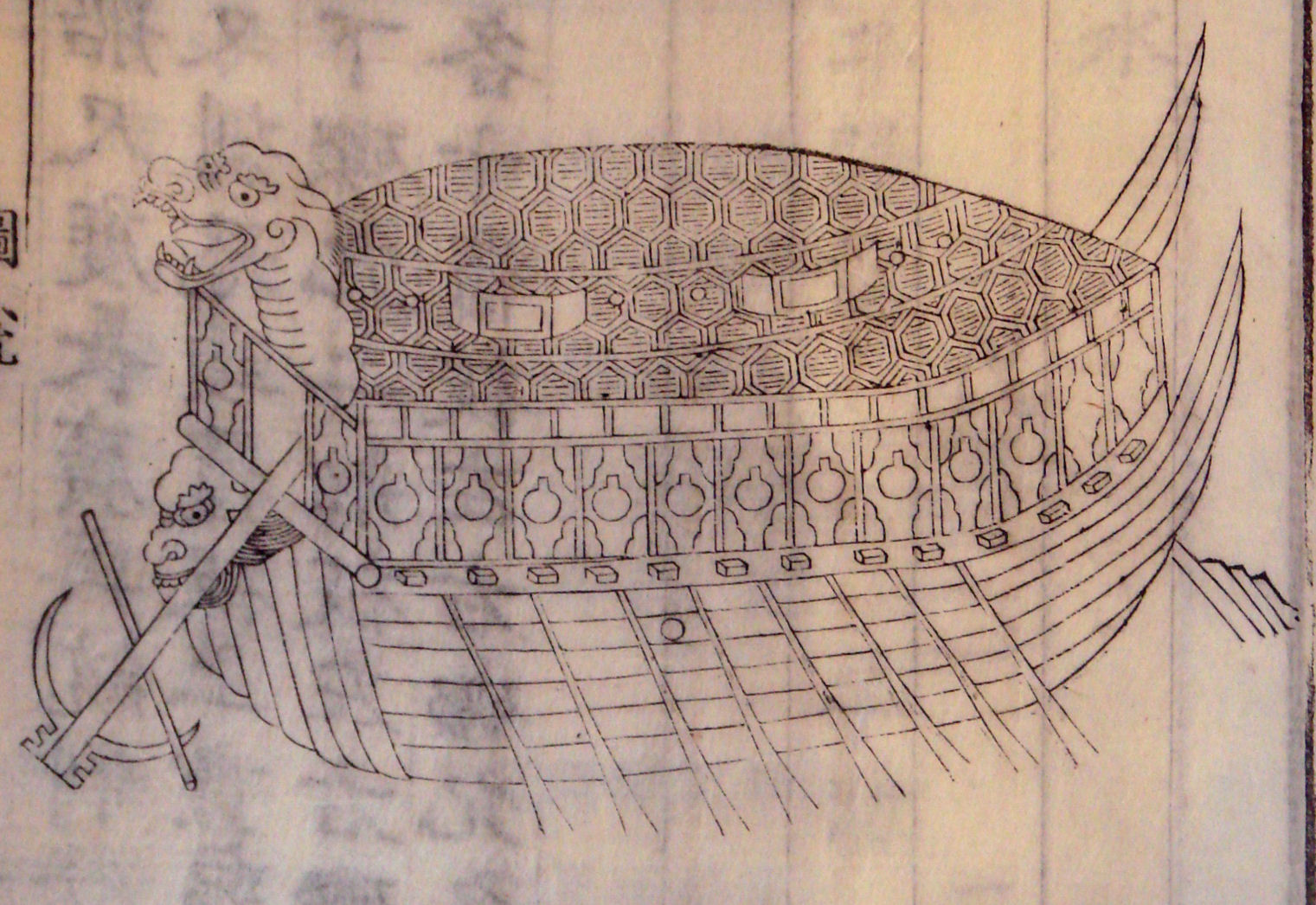
전라좌수영 귀선

흔히 거북선으로 불리는 귀선(龜船)은 판옥선에 적의 침입을 막는 덮개를 씌운 형태의 전선이다. 하체는 판옥선과 구조가 같고 상체는 갑판과 누각 대신 둥근 덮개를 씌웠다. 이순신은 이 귀선을 더 개량하여 덮개에 철갑을 두르고 송곳을 달아 적의 조총 사격을 막고 백병전을 방지하였다. 승선인원 150 명 정도로 적진으로 침투하여 근접 포격을 가하였다. 거북선은 현존하는 원형이 없어 그 형태와 기능에 대한 논란이 많다. 거북선은 정조 시기까지 제작되었는데 남아있는 사료가 보여주는 형태의 대부분이 정조 시기의 것이어서 이순신 당시 거북선과는 차이가 있다. 그런데 해군사관학교를 비롯한 각 지자체가 만든 복원 모형은 실제 역사적 고증이 아니라 관광용을 위한 것이어서 당시의 기능과 모습보다 관심을 끌 수 있는 치장을 중심으로 제작되었다는 것이 현재의 복원을 비판하는 사람들의 주장이다.
방패선은 소형 전투선으로 갑판이 하나인 소형 선박에 방패를 세워 적의 원거리 무기 공격을 방어하고 그 사이로 화포를 장착하여 공격한 선박이다. 탑승 인원은 30여 명에서 50여 명 정도였다. 현재는 남아 있는 그림이 없어 그 모습을 알 수 없다.
복선(福船)은 푸젠성(福建省, 복건성)에서 만들기 시작한 원양항해용 선박이다. 선수를 뾰족하게 만들어 파도를 헤치고 나아가기 쉽도록 하였고 격실 구조로 되어 있어 배의 일부가 파손되어도 침몰을 방지할 수 있었다. 규모에 따라 둘 또는 셋의 돗대가 있었다. 명나라가 지원한 수군에 복선이 함께 들어왔고 이후 조선 수군도 이를 받아들였다.
사선(沙船)은 바닥이 평평하고 납작한 형태의 소형 선박으로 중국에서 가장 오래된 방식의 선박이다. 한국 전통의 선박과는 평저형 선박이라는 공통점이 있으나 세부 건조 방식은 전혀 다르다. 명나라 시기에는 규모가 커져 길이 100척(30.65m), 너비 18척(5.51m)이었고 전선으로 많이 사용되었다. 작은 규모임에도 3 - 5개의 많은 돛을 단 것이 특징이다.

### 무기
고려 시기 최무선이 화포를 도입한 이후 조선의 군사 역시 화포를 주요 화력으로 사용하였다. 임진왜란 당시 조선 수군의 주포는 천자총통이었다. 임진왜란 당시 조선 수군은 천자총통 외에도 지자총통, 현자총통, 황자총통, 별황자총통 등을 사용하였고 각 무기의 제원은 아래의 표와 같다.
| 화포       | 길이 (cm) | 구경 (cm) | 발사물                     | 사거리 (보)   |
| ---------- | --------- | --------- | -------------------------- | ------------- |
| 천자총통   | 130∼136   | 118∼130   | 대장군전 1발 조란탄 100발  | 900보 10여 리 |
| 지자총통   | 89∼89.5   | 105       | 장군전 1발 조란탄 100발    | 800보 -       |
| 현자총통   | 79∼83.8   | 60∼75     | 차대전 1발 조란탄 100발    | 800보 1500보  |
| 황자총통   | 50.4      | 40        | 피령차중전 1발 조란탄 40발 | 1100보 -      |
| 별황자총통 | 88.8∼89.2 | 58∼59     | 피령목전 1발 조란탄 40발   | 1000보 -      |

## 진법
진법은 군대의 대형을 다루는 군사학 분야로 고대부터 많은 연구와 개량이 있었다. 조선 수군 역시 초기부터 진법을 연구하여 시간이 지남에 따라 수군 진형을 발전시켰다. 조선 초기에는 육전을 위한 진법이 주로 연구되어 수군에 대해서는 간략한 언급만이 있을 뿐이지만, 임진왜란을 겪으며 수군의 중요성이 부각되었고 연례 군사 훈련을 위한 다양한 진법이 개발되었다.
《우수영전진도첩》은 18세기 후반 전라우수영이 제작한 진법으로 조선 후기 조선 수군의 진법과 작전 체계를 알려 주는 귀중한 자료이다. 이외에도 각 수영에서는 《군점홀기》, 《수조홀기》, 《임진세》등의 여러 진법서를 간행하였다. 수영이 간행한 각종 진법서는 다음과 같다.
| 문헌           | 수록 진형                                                                                    | 소장처         | 발행처     | 시기             | 비고           |
| -------------- | -------------------------------------------------------------------------------------------- | -------------- | ---------- | ---------------- | -------------- |
| 우수영전진도첩 | 예진, 직진, 하방영, 원진, 곡진, 학익진 1, 일제향전, 첨자찰, 좌우찰, 이로행, 학익진 2, 청발방 | 고금도 충무사  | 전라우수영 | 1780년 전후      | 진형 그림 있음 |
| 군점홀기       | 장사진, 방진, 일자진(학익진), 첨자진, 변환첨자진, 원진(방진)                                 | 해사박물관     | 통제영     | -                | 진형 그림 있음 |
| 수조홀기       | (전후양층일자진), 첨자진, 방진, 직진, 곡진, 장사진, 학익진, 원진                             | 서울대 규장각  | 경상좌수영 | 1700년대 초-중반 | -              |
| 임진세         | 첨자찰, 방진, 일제향전, 일자진, 학익진,장사진, 곡진, 개영행                                  | 해사박물관     | 통제영     | -                | -              |
| 수조홀기       | 원진, 첨자진, 일자진, 방진, 곡진, 장사진                                                     | 해사박물관     | 통제영     | -                | -              |
| 수조홀기       | (층진), 일제향전, 첨자찰, 변환첨자찰, 일자진, 방진, 장사진, 학익진                           | 원본 소재 미상 | 통제영     | -                | 백석주 소장본  |
| 수조정식       | 첨자찰, 일새열영, 연선하방영, 열선작전                                                       | 국회도서관     | -          | -                | -              |
| 수조규식       | 장사진, 학익진, 조운진, 일제향전, 첨자찰                                                     | 해사박물관     | -          | -                | -              |
| 수조절차       | 일제향전, (층진), 환첨자진, 방진                                                             | 해사박물관     | 통제영     | 1868년 이전      | -              |
| 수조홀         | 이로행, 첨자진, (층진)                                                                       | 좌수영박물관   | 전라좌수영 | -                | -              |
| 도시절차       | 이로행, 첨자, (층진)                                                                         | 해사박물관     | -          | -                | -              |

위 자료를 시간의 순서대로 살피면 조선 수군의 진법은 초기에 방진, 학익진 등 육전에 사용되던 진법을 수군에 맞게 적용하였으나 시간이 지날 수록 실제 운용에 사용되지 않고 대신 첨자진, 첨자찰 등 수군 고유의 진법이 개발되었음을 알 수 있다.

## 같이 보기
- 삼도수군통제사
- 통제영
- 통어영